# Victor-Lucien Tapié
Victor-Lucien Tapié (24. července 1900 Nantes – 23. září 1974 Saint-Aubin-des-Châteaux) byl francouzský historik a historik umění, který se zabýval střední Evropou a českými zeměmi.
Jeho otec pocházel z jihu Francie z oblasti Armagnac a působil jako profesor na střední škole v Nantes, kam chodil i Victor-Lucien. Matka byla vnučkou  botanika v Nantes.
Středoškolské vzdělání začal na gymnáziu v Nantes a dokončil na gymnáziu v Paříži. Mnoho času trávil se strýcem Célestinem Bouglém (1870–1940), filosofem, sociologem, antropologem a indologem, který mj. v letech 1935–1940 učil na École normale supérieure v Paříži.
V letech 1919 až 1925 studoval na Sorbonně. Roku 1920 získal bakalářský titul (dosáhl kvalifikace potřebné k vyučování na střední škole). V době, kdy francouzská vláda a pařížská univerzita zakládaly francouzský ústav v Praze, byl spolu s dalšími vyslán do Československa vyučovat francouzštinu. Pobyt v Praze (1921) na něj silně zapůsobil a kromě vyučování se začal věnovat české historii. Blíže se seznámil s dílem E. Denise, s nímž se v Čechách i potkal. Často se setkával s českými historiky V. Novotným a J. Pekařem a byl naplno rozhodnut věnovat se hlubšímu poznání dějinných vztahů českých zemí a Francie. S tímto plánem se roku 1921 vrátil na Sorbonnu. Roku 1922 obhájil vysokoškolský titul prací na téma Jindřich IV. a české země. V roce 1925 absolvoval Sorbonnu s magisterským titulem z historie. V letech 1925–1929 učil na gymnáziu v Châteauroux na Loiře a v letech 1929–1931 ve Štrasburku.
Do Prahy se vrátil v roce 1927 (rok sňatku), 1929 a 1932. V letech 1933–1934 žil s manželkou v Praze (získal stipendium Rockefellerovy nadace) a začal se naplno věnovat badatelské činnosti. V roce 1934 obhájil doktorskou disertační práci La Politique étrangère de la France et le début de la guerre de Trente Ans (1616–1621) zabývající se česko-francouzskými vztahy na počátku třicetileté války. Dva roky poté byla práce přeložena do češtiny (pod názvem Bílá Hora a francouzská politika), a to zásluhou profesora všeobecných dějin Josefa Šusty, který si cenil Tapiého badatelského zájmu. Autorem překladu byl Zdeněk Kalista. Od roku 1936 Tapié přispíval do katolické revue Řád.
Pravidelně navštěvoval středoevropské země s barokními památkami, především Československo, také Rakousko, Maďarsko aj. Naučil se česky a byl členem České akademie věd a umění, resp. ČSAV, také členem Rakouské akademie věd. V roce 1950 se stal profesorem historie na Sorbonně.
Roku 1926 vydal v Českém časopise historickém (jehož redaktorem byl Josef Pekař) dopisy Karla ze Žerotína Ludvíkovi XIII.
Byl mimo jiné v kontaktu s Janem Čepem.

## Dílo, výběr
- Une église tchéque au moyen-age. [Český kostel ve středověku.] Thouars: Imprimerie nouvelle, 1931. [41] s.
- La politique étrangère de la France et le début de la guerre de trente ans (1616–1621). [Francouzská zahraniční politika a začátek třicetileté války (1616–1621).] Paris: Librairie Ernest Leroux, 1934. 672 s.
- Une église tchèque au XVe siècle: l'Unité des frères. [Česká církev v 15. století: Jednota bratrská.] Paris: Ernest Leroux, 1934. xi, 125 s.
- Une esquisse de l'évolution historique de la Tchécoslovaquie. [Náčrt historického vývoje Československa.] Paris: [s. l.], 1936. 13 s.
- Le pays de Teschen et les rapports entre la Pologne et la Tchécoslovaquie. [Těšínsko a vztahy Polska a Československa.] Paris: Paul Hartmann, 1936. 82 s. Publications du Centre d'études de politique étrangere; no. 3.
- a RÉBILLON, Armand. Atlas historique. III, Les temps modernes. Paris: Presses Universitaires de France, 1937.
- Le XVIIe et le XVIIIe siècles. [17. a 18. století.] Paris: A. Hatier, 1946. 410 s. [Programy z 21. září 1944. Nový kurz historie. Druhý ročník klasických středních a vyšších odborných škol.]
- Baroque et classicisme. [Baroko a klasicismus.] Paris: Plon, 1957. 383 s.
- Le baroque. [Baroko.] 1. édition. Paris: Presses Universitaires de France, 1961. 125 s. Que sais-je?, 923.
- L'orientation actuelle des etudes historiques: les etudes historiques en Tchecoslovaqui. [Současný směr historických studií: historická studia v Československu.] Paris: Presses universitaires de France, 1962, s. 119–128.
- Václav Husa (1906–1965). Paris: Institut d'études slaves, 1966. s. 456–459.
- La France de Louis XIII et de Richelieu. [Francie Ludvíka XIII. a Richelieu.] Paris: Flammarion, 1967. 443 stran. L'histoire.
- Monarchie et peuples du Danube. [Monarchie a národy Dunaje.] Paris: Fayard, 1969. 493 stran. L'histoire sans frontières.
- L'Europe centrale et orientale de 1689 à 1796. 4, La Pologne jusqu'au troisième partage. [Střední a východní Evropa od roku 1689 do roku 1796. 4, Polsko až do třetího rozdělení.] Paris: Centre de Documentation Universitaire, [1969]. s. 110-182, 3. Les Cours de Sorbonne.
- Retables baroques de Bretagne et spiritualité au XVIIe siècle: etude sémiographique et religieuse. [Barokní oltářní obrazy Bretaně a spiritualita v 17. století: sémiografická a náboženská studie.] Paris: Presses universitaires de France, 1972. 315 s., [19] s. obr. příl. Publications de la Sorbonne. Série études, t. 2. Travaux du Centrede recherches sur la civilisation de l'Europe moderne, fasc. 12.
- L'Europe de Marie-Thérese: du baroque aux lumières. [Evropa Marie Terezie: od baroka k osvícenství.] [Paris]: Fayard, 1973. 400 s. L'histoire sans frontières.

### Česky a slovensky vyšlo
- Bílá Hora a francouzská politika. Úvod Josef Šusta, překlad Zdeněk Kalista. Praha: Melantrich, 1936. 499 s. Historica, knihovna postav a charakterů, sv. 15.
- Marie Terezie a Evropa: od baroka k osvícenství. 1. vyd. Praha: Mladá fronta, 1997. 396 s.
- Barok. Prvé vyd. Bratislava: Pallas, 1971. 180 s. Knižnica teoretickej literatúry, zväzok 1.